# ورزشگاه ملی لوسیل
ورزشگاه ملی لوسَیل (به عربی: ملعب لوسَیل الدولی) یک ورزشگاه فوتبال در لوسیل، قطر است که برای جام جهانی فوتبال ۲۰۲۲ با ظرفیت حدود ۸۹ هزار نفر ساخته شد. این ورزشگاه برای برگزاری ده مسابقه جام جهانی ۲۰۲۲ از جمله مسابقه فینال مورد استفاده قرار گرفت. این استادیوم در حال حاضر دومین استادیوم بزرگ فوتبال در آسیا است.

## موقعیت

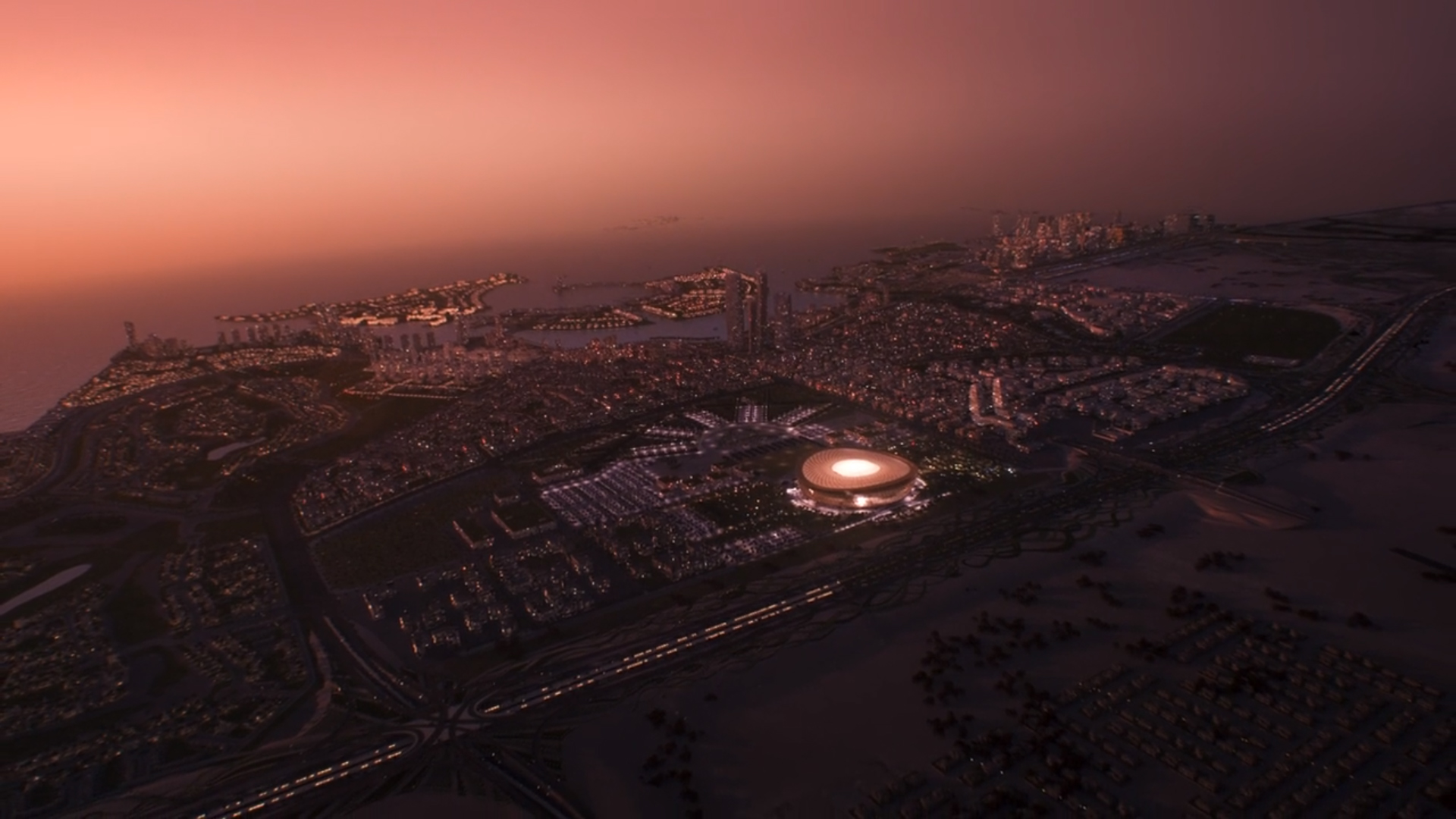
تصویری از ورزشگاه لوسیل و محیط اطراف آن

ورزشگاه لوسیل در شهر لوسیل، حدود ۲۰ کیلومتری شمال مرکز دوحه واقع شده‌است.

## تاریخچه
فرایند خرید زمین برای تبدیل شدن به ورزشگاه در سال ۲۰۱۴ آغاز شد. پس از چند سال طراحی و انجام امور مقدماتی ساخت و ساز ورزشگاه لوسیل در ۱۱ آوریل ۲۰۱۷ آغاز شد. پایان ساخت ورزشگاه نیز در ابتدا سال ۲۰۲۰ برنامه‌ریزی شده بود و قرار شده بود تا قبل از جام جهانی ۲۰۲۲ میزبان سه بازی دوستانه نیز باشد، اما از آنجایی که مراحل تکمیل ورزشگاه به تعویق افتاد، در نهایت آغاز برگزاری مسابقات در این ورزشگاه همزمان با آغاز مسابقات جام جهانی صورت گرفت.

## معماری

### گنجایش
ورزشگاه ملی لوسیل که بزرگ‌ترین ورزشگاه قطر می‌باشد ظرفیتی بالغ بر ۸۸٬۹۶۶ نفر را دارد.

### طراح
این ورزشگاه توسط شرکت بریتانیایی فاستر اند پارتنرز و پاپولوس طراحی و توسط شرکت معماری مانیکا پشتیبانی شد. همچنین سرمایه گذاران مشترک آن، دو شرکت اچ‌بی‌کی و شرکت ساخت‌وساز راه‌آهن چین (GRCC) بوده‌اند.

### طرح
طراحی ورزشگاه لوسیل تقریباً کاملاً بر روی یک طرح دایره‌ای تنظیم شده‌است. شکل آن از بیرون شبیه یک کاسه بزرگ است که اشاره‌ای به ظرف سنتی خرما است. ساختار «کاسه خرما» که در اطراف غرفه‌ها قرار دارد، وزنی معادل ۳۰۰۰۰ تن و قطر آن ۳۱۰ متر است. این سازه بر روی ۴۸ ستون شیب‌دار قرار دارد و یک قاب از ۲۴ تکیه گاه V شکل ایجاد می‌کند. وزن ستون‌ها ۶۲۷۱ تن است که به تنهایی بیشتر از تمام فولادهای سازه مورد استفاده در بیشتر استادیوم‌های فوتبال است.
نمای طلایی ساختمان دارای الگوهای مثلثی پیچیده‌ای است که از لامپ‌های قدیمی قطری (فنار) الهام گرفته شده‌است. این اثر به واسطه ۴۲۰۰ صفحه آلومینیومی مثلثی با مساحت ۶۰۰۰۰ متر مربع به دست آمده‌است. کل نمای مثلثی شکل توسط ۴۶۷۲ کانکتور به سازه فولادی اصلی میدان متصل شده‌است؛ سقف بزرگ ورزشگاه بر خلاف چند ورزشگاه دیگر قطر قابلیت جمع شدن ندارد، غشای سقف سازه ۴۵۰۰۰ متر مربع مساحت دارد که آن را به یکی از بزرگ‌ترین سازه‌ها در نوع خود تبدیل می‌کند. طراحی سقف به‌عنوان یکی از پیچیده‌ترین سیستم‌های سازه‌های کابلی غشایی در جهان در نظر گرفته می‌شود.
سالن با ظرفیت خالص ۸۸٬۹۶۶ (از لحاظ فنی امکان رسیدن به ۸۶۰۰۰ وجود دارد) به دو طبقه تقسیم می‌شود. هر یک از آنها دارای یک تقسیم داخلی به نیمه است. این راه حل با هدف ارائه موقعیت بهینه مسیرهای عابر پیاده و مکان برای معلولان است.

### امکانات ویژه
سازه ورزشگاه لوسیل از شیوه‌های ساختمانی پایدار و اقدامات بازیافت فاضلاب استفاده می‌کند. این سایت با آب بازیافتی برای آبیاری گیاهان در اطراف محل ورزشگاه، ۴۰ درصد آب بیشتری نسبت به سایر استادیوم‌ها ذخیره می‌کند. سقف ساخته شده از مواد پیشرفته‌ای به نام پلی تترافلورواتیلن (PTFE)، از ورزشگاه در برابر باد گرم محافظت می‌کند، گرد و غبار را دور نگه می‌دارد و اجازه می‌دهد تا نور کافی به درون ورزشگاه بتابد، در حالی‌که سایه‌ای برای کاهش بار ورزشگاه ایجاد می‌کند. تکنولوژی خنک‌کننده این ورزشگاه مانند دیگر ورزشگاه‌های برنامه‌ریزی شده برای جام جهانی ۲۰۲۲، با استفاده از انرژی خورشیدی خنک می‌شود و ردپای کربنی آن صفر است.

## سرویس حمل و نقل
ورزشگاه لوسیل توسط ایستگاه لوسیل که در امتداد خط قرمز متروی دوحه است سرویس دهی می‌شود.

## جام ملت‌های آسیا ۲۰۲۳
ورزشگاه لوسیل میزبانی دو مسابقه در جام ملت‌های آسیا ۲۰۲۳ از جمله بازی افتتاحیه و فینال را برعهده داشت.
| تاریخ          | زمان       | تیم شماره١ | نتیجه | تیم شماره٢ | گروه   | حضور   |
| -------------- | ---------- | ---------- | ----- | ---------- | ------ | ------ |
| ۱۲ ژانویه ۲۰۲۴ | ساعت ۱۹:۰۰ | قطر        | ۳–۰   | لبنان      | گروه A | ۸۲٬۴۹۰ |
| ۱۰ فوریه ۲۰۲۴  | ساعت ۱۸:۰۰ | اردن       | ۱–۳   | قطر        | فینال  | ۸۶٬۴۹۲ |

## جام جهانی فوتبال ۲۰۲۲
ورزشگاه ملی لوسیل محل برگزاری ده مسابقه در جام جهانی ۲۰۲۲ از جمله مسابقه فینال بود.
| تاریخ          | زمان  | تیم اول       | نتیجه                           | تیم دوم       | مرحله         | حضور   |
| -------------- | ----- | ------------- | ------------------------------- | ------------- | ------------- | ------ |
| ۲۲ نوامبر ۲۰۲۲ | ۱۳:۰۰ | آرژانتین      | ۱–۲                             | عربستان سعودی | گروه C        | ۸۸٬۰۱۲ |
| ۲۴ نوامبر ۲۰۲۲ | ۲۲:۰۰ | برزیل         | ۲–۰                             | صربستان       | گروه G        | ۸۸٬۱۰۳ |
| ۲۶ نوامبر ۲۰۲۲ | ۲۲:۰۰ | آرژانتین      | ۲–۰                             | مکزیک         | گروه C        | ۸۸٬۹۶۶ |
| ۲۸ نوامبر ۲۰۲۲ | ۲۲:۰۰ | پرتغال        | ۲–۰                             | اروگوئه       | گروه H        | ۸۸٬۶۶۸ |
| ۳۰ نوامبر ۲۰۲۲ | ۲۲:۰۰ | عربستان سعودی | ۱–۲                             | مکزیک         | گروه C        | ۸۴٬۹۸۵ |
| ۲ دسامبر ۲۰۲۲  | ۲۲:۰۰ | کامرون        | ۱– ۰                            | برزیل         | گروه G        | ۸۵٬۹۸۶ |
| ۶ دسامبر ۲۰۲۲  | ۲۲:۰۰ | پرتغال        | ۶–۱                             | سوئیس         | یک‌هشتم نهایی  | ۸۳٬۲۶۸ |
| ۹ دسامبر ۲۰۲۲  | ۲۲:۰۰ | هلند          | ۲–۲ (۳–۴) ضربات پنالتی (فوتبال) | آرژانتین      | یک‌چهارم نهایی | ۸۸٬۲۳۵ |
| ۱۳ دسامبر ۲۰۲۲ | ۲۲:۰۰ | آرژانتین      | ۳–۰                             | کرواسی        | نیمه نهایی    | ۸۸٬۹۶۶ |
| ۱۸ دسامبر ۲۰۲۲ | ۱۸:۰۰ | آرژانتین      | ۳_۳ (۴–۲) ضربات پنالتی (فوتبال) | فرانسه        | فینال         | ۸۸٬۹۶۶ |